# Xylena mertena
Xylena mertena là một loài bướm đêm trong họ Noctuidae.